# Colonia Obrera, Morelos
Colonia Obrera är en ort i Mexiko.   Den ligger i kommunen Tepoztlán och delstaten Morelos, i den sydöstra delen av landet, 60 km söder om huvudstaden Mexico City. Colonia Obrera ligger 1 290 meter över havet och antalet invånare är 1 316.
Terrängen runt Colonia Obrera är kuperad åt nordväst, men åt sydost är den platt. Runt Colonia Obrera är det mycket tätbefolkat, med 1 056 invånare per kvadratkilometer. Närmaste större samhälle är Jiutepec, 15,6 km väster om Colonia Obrera. Omgivningarna runt Colonia Obrera är en mosaik av jordbruksmark och naturlig växtlighet.